# 功能型手機

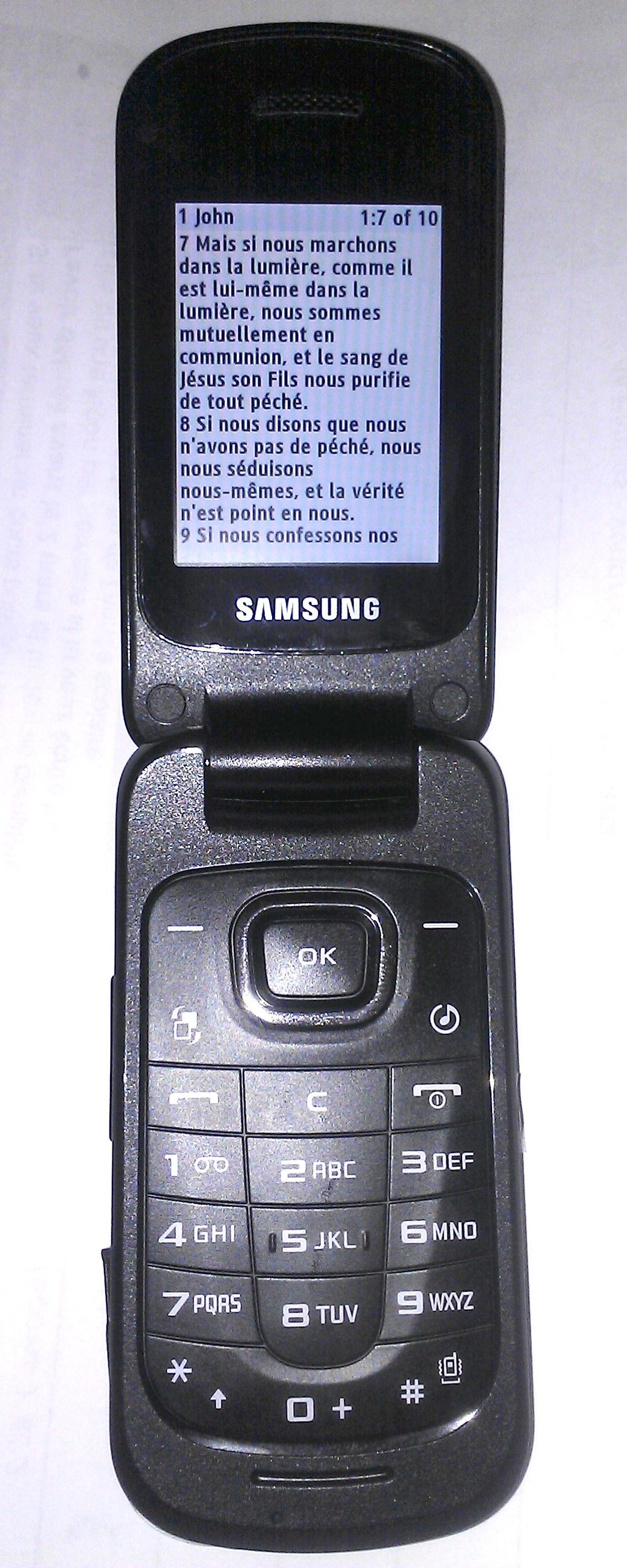
三星功能型手機

功能型手機（英語：Feature phone）是一種行動電話的主要類別。有些功能型手機的應用，比純粹只能用來打電話及收發簡訊的一般手機多，譬如能夠照相片、播放自己的音樂檔案、上網以及是使用地圖功能。如同智慧型手機，在功能型手機上可以執行一些應用程式，但多數為Java語言的程式，這些程式多半是基於Java ME或BREW，這與Java的跨平台能力有關。

## 型態
- 直立型：上半部為螢幕，下半部為手機鍵盤。
- 翻蓋摺疊型（俗稱貝殼機）：上蓋為螢幕，下蓋為手機鍵盤。
- 滑蓋型（俗稱推機）：上層為螢幕，下層為手機鍵盤，讓鍵盤滑出即可使用手機鍵盤。
- 旋轉型：鍵盤和螢幕通過旋轉方式打開，或者螢幕直接設計在轉軸部位。

## 優點
- 耗電量相較於智慧型手機要低很多，有部份手機最長待機時間可達35天之多。
- 內建附加功能足以滿足消費者，例：手電筒、錄音機、簡單的遊戲、時鐘及碼表、收音機等功能。
- 價格便宜。
- 穩定性及收訊品質較佳。

## 現時使用對象及場合

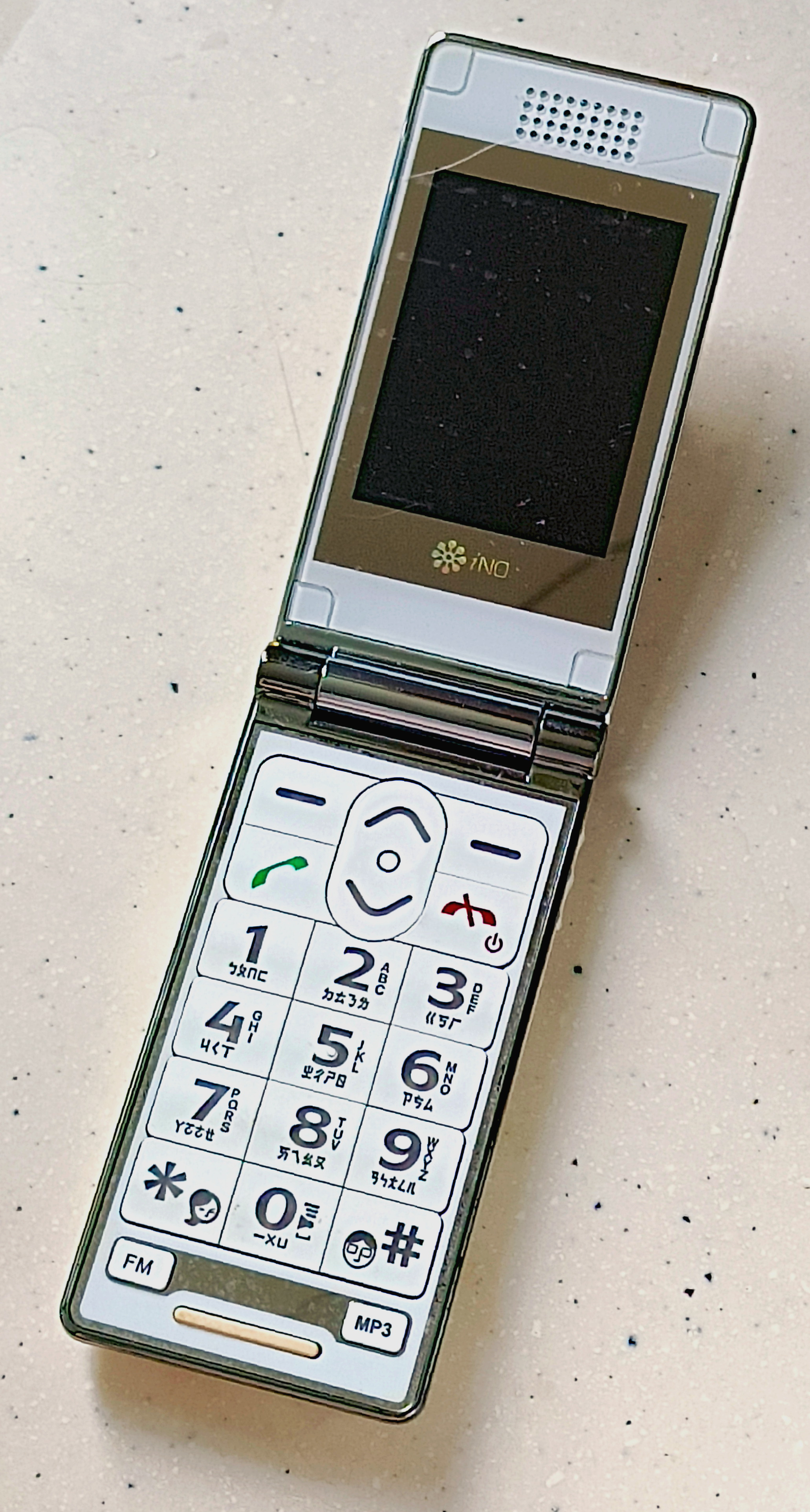
2.2吋彩色螢幕(128*160 pixels)，1.4公分大字體按鍵的iNO CP99銀髮族手機，上市年份為2012年

功能型手機在下列使用對象及場合，仍受到高程度的青睞及重視。
- 高科技產業：為防止機密外流或電磁波訊號干擾，高科技產業從業人員都被禁止在職場上使用智慧型手機，而被要求攜帶無攝影、上網、USB傳輸與讀取記憶卡等功能的功能型手機。
- 軍隊、政府單位：為防止機密外流，在絕大多數國家的軍隊及政府機關嚴格禁止攜帶智慧型手機，而要求使用功能型手機。
- 年輕人：許多年輕人仍鐘情於功能型手機的實體結構和實體按鍵。[來源請求]
- 年幼孩童：家長為防止年幼孩童過早接觸智慧型手機以至於過度使用造成眼睛病變或上網、玩遊戲成癮，家長通常會限制年幼孩童使用智慧型手機[3]。
- 老年人：功能及操作相對簡單的功能性手机，將字體、按鍵加大更便于老年人使用[3]。

## 特點
- 單純通話或用來收發簡訊，有些也會配備相機鏡頭。
- 部分功能型手機配備較大的按鍵，便於患有老花眼的民眾或老人使用。